# Ubuntu Kylin
Pour les articles homonymes, voir Kylin.
Ubuntu Kylin est la variante officielle d'Ubuntu pour la Chine.

## Origines et historique
Ubuntu Kylin se veut le successeur de Kylin, le système d'exploitation de l'armée chinoise, initialement basé sur FreeBSD, puis ayant dérivé vers le noyau Linux à partir de la version 3.0, notamment pour ses utilisations sur les plus puissants supercalculateurs au monde, Tianhe-I et son successeur, Tianhe-2. 
En 2013, Canonical conclut un accord avec le ministère de l'Industrie et des Technologies de l'information de la République populaire de Chine en vue de co-créer et de lancer un système d'exploitation basé sur Ubuntu avec des fonctionnalités destinées au marché chinois,. Ubuntu Kylin est destiné aux ordinateurs de bureau et portables ; sa création est en partie motivée par le refus de Microsoft à la demande du gouvernement chinois de reporter l'arrêt du support de Windows XP fixé mondialement au 8 avril 2014. La Chine finit par obtenir la poursuite du support, ce qui ne change rien concernant le développement d'Ubuntu Kylin.
Le 25 avril 2013, la première version officielle, Ubuntu Kylin 13.04, sort le même jour qu'Ubuntu 13.04 (Raring Ringtail, en français « lémurien impatient »). Les fonctionnalités spécifiques au marché chinois comprennent des méthodes de saisie adaptée aux langues chinoises, des calendriers chinois, un indicateur météorologique et la recherche musicale en ligne à partir du Dash.
À partir de la version 14.10, cet OS dispose de sa propre Logithèque, l'Ubuntu Kylin Software Center (UKSC) et d'un utilitaire qui aide les utilisateurs dans leurs tâches informatiques quotidiennes appelé Youker Assistant.
L'équipe coopère également avec le moteur de recherche chinois Sogou pour développer la méthode de saisie Sogou pour Linux. Comme il s'agit d'un code source fermé, il n'est pas inclus de base dans Ubuntu Kylin, mais les utilisateurs peuvent le télécharger à partir d'UKSC ou du site Web de Sogou.

## Historique des versions
La version actuelle est la 20.04, qui est également la version LTS.
| Version                                                                                         | Nom de code       | Date de publication | Date d’obsolescence | Version du noyau |
| ----------------------------------------------------------------------------------------------- | ----------------- | ------------------- | ------------------- | ---------------- |
| 13.04                                                                                           | Raring Ringtail   | 2013-04-25          | 2014-01-27          | 3.8              |
| 13.10                                                                                           | Saucy Salamander  | 2013-10-17          | 2014-07-17          | 3.11             |
| 14.04 LTS                                                                                       | Trusty Tahr       | 2014-04-17,         | 2019-04             | 3.13             |
| 14.10                                                                                           | Utopic Unicorn    | 2014-10-23          | 2015-06             | 3.16,            |
| 15.04                                                                                           | Vivid Vervet,     | 2015-04-23          | 2016-01             | 3.19             |
| 15.10                                                                                           | Wily Werewolf,    | 2015-10-22          | 2016-07             | 4.2              |
| 16.04 LTS                                                                                       | Xenial Xerus,     | 2016-04-21          | 2021-04             | 4.4              |
| 16.10                                                                                           | Yakkety Yak       | 2016-10-14,         | 2017-07             | 4.8              |
| 17.04                                                                                           | Zesty Zapus       | 2017-04-13,         | 2018-01             | 4.10             |
| 17.10                                                                                           | Artful Aardvark   | 2017-10-20,         | 2018-07             | 4.13             |
| 18.04 LTS                                                                                       | Bionic Beaver     | 2018-04-26,         | 2023-04             | 4.15             |
| 18.10                                                                                           | Cosmic Cuttlefish | 2018-10-18          | 2019-07             | 4.18             |
| 19.04                                                                                           | Disco Dingo       | 2019-04-19          | 2020-01             | 5.0              |
| 19.10                                                                                           | Eoan Ermine       | 2019-10-18          | 2020-07             | 5.3              |
| 20.04 LTS                                                                                       | Focal Fossa       | 2020-04-23          | 2025-04             | 5.4              |
| 20.10                                                                                           | Groovy Gorilla    | 2020-10-22          | 2021-07             | 5.8              |
| Ancienne versionAncienne version, toujours prise en chargeDernière version stableVersion future |                   |                     |                     |                  |